# Cooper's Hill Cheese-Rolling and Wake
Lễ hội lăn phomat (Cheese rolling festival) là một trong những lễ hội “điên khùng” nhất thế giới và khiến bất kì ai tham dự cũng không thể quên. Lễ hội có từ thế kỉ 15 và diễn ra thường niên ở đồi Cooper (Anh) vào dịp Bank Holiday mùa xuân (thứ hai cuối cùng của tháng 5). Hình thức lễ hội là biến tấu từ nghi thức thả cho các vật lăn xuống từ đỉnh đồi như bụi cây đang cháy, bánh kẹo để chào đón năm mới và cầu cho mùa màng tốt tươi từ xa xưa. Cách thức chơi rất đơn giản. Một tảng phô mai Gloucester (một loại phô mai cứng có hình dạng như bánh xe, nặng khoảng 3–4 kg) được bọc trong vỏ gỗ, trang trí bằng ruy băng tròn khổng lồ được thả lăn xuống chân đồi dốc, người chơi đuổi theo được miếng phô mai sẽ là người thắng cuộc. Tưởng chừng như dễ ăn, nhưng bạn có biết vận tốc của miếng phô mai có thể đạt đến 112 km/h không? Vì thế để giành chiến thắng, bạn sẽ phải chạy thục mạng cùng với nhiều người khác từ trên một ngọn đồi rất dốc để nhặt được nó. Theo quy định của sự kiện này, có khoảng 20 người tham gia.
Để đảm bảo an toàn cho người chơi, nhiều năm nay BTC đã thay thế miếng phô mai bằng miếng bọt biển để làm giảm tốc độ lăn. Dù bị trượt ngã, lăn dài trên các vũng bùn đất khi mãi chạy theo những miếng phô mai này, nhưng những người tham gia vẫn rất hào hứng. Giải thưởng cho người thắng cuộc là miếng phô mai nặng 3–4 kg. Lễ hội nổi tiếng với những âm thanh náo động, những tiếng hút sáo và cả những tai nạn nhỏ do chạy quá nhanh từ đỉnh đồi dốc 200 mét. Nhiều lần, cảnh sát khu vực đã cảnh cáo ban tổ chức lễ hội vì sự ồn ào do những người tham gia gây ra nhưng bất thành, lễ hội vẫn được tổ chức đều đặn hàng năm. Bên cạnh sự nguy hiểm đến từ vụ va chạm, những người tham gia cũng khó tránh khỏi các tai nạn chí mạng khác khi lăn từ trên dốc xuống như gãy xương, trật đốt sống cổ, … Cảnh sát ở Anh đã từng muốn cấm việc tổ chức sự kiện này song những người tham gia đã từ chối và tiếp tục tổ chức nó vào ngày 28 tháng 5 thường niên.
Mặc dù do phải lăn lộn theo, nhiều người bị thương nhưng hầu hết mọi người đều cảm thấy vui vẻ.